# 175
175 је била проста година.

## Догађаји
- Википедија:Непознат датум — Завршен је Маркомански рат Античког Рима против германских племена Маркомана и њихових савезника који је почео 166.

## Смрти
- Википедија:Непознат датум — Авидије Касије